# 辉特下前旗
辉特下前旗，清代蒙古旧旗名。清朝乾隆二十年（1755年），杜尔伯特汗车凌女婿達瑪璘率属众40余户降清，封扎薩克一等台吉，以辉特部置旗。驻地在今蒙古国乌布苏省乌布苏湖西南。下设1佐领。与杜尔伯特左翼十一旗同游牧，隶赛音济雅哈图左翼盟，属科布多参赞大臣管辖。乾隆四十七年（1782年）诏世袭罔替。1912年地入蒙古国。